# El bikini rojo
El bikini rojo (en alemán: Komm mit zur blauen Adria, lit. 'Ven al Adriático azul') es una película de comedia hispano-alemana de 1966 dirigida por Lothar Gündisch y protagonizada por Dietmar Schönherr, Hannelore Auer y Gustavo Rojo.
Aunque la película está ambientada en el mar Adriático, en realidad se rodó en la Costa del Sol, cerca de Málaga.

## Argumento
Un diseñador de bikinis viaja a Torremolinos buscando ideas para preparar su nueva colección, donde vivirá aventuras amorosas.

## Reparto
- Dietmar Schönherr como Walter Thomas.
- Hannelore Auer como Ingrid.
- Gustavo Rojo como Sr. Hernández.
- Maria Brockerhoff como Renate.
- Margitta Scherr como Tina.
- Thomas Alder como Heribert Kindlein.
- Ruth Stephan como Srta. Habicht.
- Fritz Benscher como Hugo Becker.
- Uschi Mumoth como Lilo.
- Hannelore Hartline como Helen.
- Sadie Mertzger como Katja.
- Johanna König como Srta. Schnebeli.
- Manfred Schnelldorfer como Joaquin.
- Vivi Bach como cantante.
- Roy Etzel como trompetista.

## Recepción
Bajo su título alemán Komm mit zur blauen Adria, el Lexikon des internationalen Films calificó la película como una «comedia tonta de errores». El Evangelische Film-Beobachter concluyó: «Una comedia predominantemente triste de la reconocida calidad alemana. Su principal característica es la falta de ambición artística».